# William Benjamin Carpenter
William Benjamin Carpenter (29 de octubre de 1813, Exeter - 19 de noviembre de 1885, Londres) fue un fisiólogo y naturalista inglés.

## Biografía
Era el hijo mayor del Dr. Lant Carpenter. Hizo sus estudios de medicina en la Universidad de Londres de 1833 a 1835, y luego en la de Edimburgo de 1835 a 1839, donde obtiene su doctorado, con la tesis "Inferencias Fisiológicas Deducibles de la Estructura del Sistema Nervioso de los Animales Invertebrados," indicando ya una línea de estudios, que luego volcaría con pasión en Principios de Fisiología General y Comparada.
Es profesor de fisiología en la Royal Institution de Londres en 1844; para luego enseñar medicina legal de 1856 a 1879.
Trabajó intensamente como investigador, autor, editor, demostrador y conferenciante; y desarrolló abundantes estudios en zoología marina, en especial en los organismos inferiores, como Foraminifera y Crinoidea, que fueron muy valiosos. Con el auxilio de Sir Charles Wyville Thomson (1830–1882), Carpenter conduce una misión de exploración en aguas profundas al norte de Irlanda, de 1868 a 1870.
Es nombrado doctor en leyes a título honorario por la Universidad de Edimburgo, en 1871.
Fue miembro de diversas sociedades científicas como la Royal Society a partir de 1844 y recibe la "Real Medalla" en 1861; y la medalla Lyell en 1883.
Fue autor de numerosas publicaciones en zoología y en botánica. Desarrolló una teoría sobre la circulación de las corrientes marinas.
Muere en Londres, víctima de las quemaduras ocasionadas por un accidente con una lámpara de alcohol.

## Algunas publicaciones
- 1839. Principles of general and comparative physiology. J. Churchill, Londres, reeditada y con numerosas reimpresiones
- 1843. Popular cyclopædia of natural science. Tres volúmenes, Londres
- 1846. A Manual of Physiology, including physiological anatomy, etc.. John Churchill, Londres, reeditada y con numerosas reimpresiones
- 1847. Vegetable physiology and botany; including the structure and organs of plants, their characters, uses, geographical distribution and classification, according to the Natural System. Wm. S. Orr & Co. Londres
- 1848. Animal physiology. Wm. S. Orr and Co., Londres
- 1850. On the Use and Abuse of Alcoholic Liquors, in health and disease. Prize essay. John Churchill, Londres
- 1851. On the Intimate Structure of the Shells of the Brachiopoda parte incluida en la obra de Thomas Davidson (1817-1885) British Fossil Brachiopoda
- 1856. The Microscope and Its Revelations. John Churchill, Londres, reeditada y con numerosas reimpresiones
- 1857. Mechanical Philosophy, Horology, and Astronomy. Londres
- 1862. Con Thomas Rupert Jones (1819-1911) & William Kitchen Parker (1823-1890), Introduction to the study of the Foraminifera. Londres
- 1873. Con C.W. Thomson & John Gwyn Jeffreys (1809-1885), The Depths of the Sea. An account of the general results of the dredging cruises of H.M.SS. “Porcupine” and “Lightning” during the Summers of 1868, 1869, and 1870. Londres
- 1874 : Principles of Mental Physiology, with their applications to the training and discipline of the mind, and the study of its morbid conditions. H.S. King & Co, Londres, reeditada y con numerosas reimpresiones

- La abreviatura «W.B.Carp.» se emplea para indicar a William Benjamin Carpenter como autoridad en la descripción y clasificación científica de los vegetales.[1]

## Abreviatura (zoología)
La abreviatura Carpenter  se emplea para indicar a William Benjamin Carpenter como autoridad en la descripción y taxonomía en zoología.

## Fuente
- Allen G. Debus (dir.) 1968. World Who’s Who in Science. A Biographical Dictionary of Notable Scientists from Antiquity to the Present. Marquis-Who’s Who (Chicago) : xvi + 1855 p.
- Traducción de los artículos en lengua inglesa y francesa de Wikipedia.

## Literatura
- V M Hall. The contribution of the physiologist, William Benjamin Carpenter (1813-1885), to the development of the principles of the correlation of forces and the conservation of energy. Med Hist. abril de 1979; 23 (2): 129–155

- Olaf Breidbach. Die Materialisierung des Ichs : zur Geschichte der Hirnforschung im 19. und 20. Jahrhundert. Frankfurt a.M.: Suhrkamp, 1997. Caps. 6.4 William B. Carpenter - Das Hirn, ein Telegraphensystem? (pp. 160-165)